# Красный Дракон (мост)
«Мост через Иртыш», также известный как мост «Красный Дракон» — мост через реку Иртыш в Ханты-Мансийске, открытый в сентябре 2004 года. Pасполагается на автодороге Ханты-Мансийск — Нягань, являющейся частью федеральной автодорожной трассы «Пермь — Серов — Ханты-Мансийск — Нефтеюганск — Сургут — Нижневартовск — Томск», известной также как Северная широтная магистраль. Спроектирован в ОАО «Трансмост», подрядчиком выступил ОАО «Мостострой-11», металлоконструкции изготовлены предприятием «Курганстальмост».
Благодаря своему архитектурному решению и красному цвету металлоконструкций мост получил прозвище «Красный дракон».
В 2013 году мост занял второе место в интернет-голосовании «Самый красивый мост России», проводившемся на сайте Федерального дорожного агентства, уступив первое место Муромскому мосту через Оку.